# Le château hanté
Le château hanté (lett. "Il castello stregato") è un cortometraggio diretto da Georges Méliès (Star Film 96). Del film esiste almeno una versione colorata a mano.
Si tratta di un film che dimostra come, a circa un anno dai primi esperimenti cinematografici di Méliès, egli avesse già padronanza del trucco cinematografico della sospensione della ripresa, usato per far apparire/sparire cose e personaggi.

## Trama
Un uomo (Méliès) è ospitato in un castello, dove il padrone, che deve assentarsi, lo invita a sedersi su una sedia. Ma la sedia si sposta improvvisamente, facendolo capitombolare, e quando il protagonista cerca di afferrarla vi si materializza sopra una sinistra figura dal capo velato. Colpendola con la spada si trasforma in uno scheletro e poi in un guerriero con armatura, che scompare. Riappaiono poi un uomo e la figura velata che indicano a Méliès l'uscita.